# Freetime
Freetime is het vijfde studioalbum van Spyro Gyra. Ten opzichte van de vorige albums is de lijst van deelnemende musici aanmerkelijk gekrompen. De muziek klinkt minder gepolijst dan op de vorige albums. Opnieuw werd het album opgenomen voor Amherst Records. De band scoorde weer eens een album in de Billboard Album Top 200 met een 41e plaats, in de afgeleide jazzlijst haalde het de eerste plaats.

## Musici
- Jay Beckenstein: saxofoons, dwarsfluit
- Tom Schuman: toetsinstrumenten
- Dave Samuels: vibrafoon, marimba
- John Tropea: gitaar
- Chet Catallo: gitaar
- Will Lee: basgitaar, achtergrondzang
- Eli Konikoff: slagwerk
- Crusher Bennett: percussie
- Gerardo Velez: percussie
- Jeremy Wall: synthesizer, piano
- Rob Mounsey: synthesizer, achtergrondzang
- Randy Brecker: trompet
- Valerie Simpson, Casey Cysick: achtergrondzang

## Muziek
| Nr. | Titel                        | Duur |
| --- | ---------------------------- | ---- |
| 1.  | Freetime (Schuman, Konikoff) | 6:03 |
| 2.  | Telluride (Beckenstein)      | 5:18 |
| 3.  | Summer strut (Wall)          | 5:07 |
| 4.  | Elegy for Trane (Wall)       | 4:35 |
| 5.  | Pacific sunrise (Schuman)    | 7:53 |
| 6.  | Amber dream (Beckenstein)    | 5:07 |
| 7.  | String soup (Jim Kurzdorfer) | 3:30 |

## Trivia
- De eerste track "Freetime" is samen met de track "Cockatoo" van het album Catching the sun te horen in de film "Ik roep nog hee" van het duo Van Kooten en De Bie, waarin de uitgerangeerde wielrenner Karel van Loenen (Kees van Kooten) nog een sponsorcontract versiert. De twee tracks, te horen als Van Loenen op de fiets aan het werk is of als bumper tussen twee scènes, hebben dan ook een gelijkwaardig tempo.